# Рак полового члена
Рак полового члена — онкологическое заболевание, связанное с развитием злокачественного новообразования в пещеристой (эректильной) ткани. Распространённость данного онкологического заболевания невелика — так, на 2000 год в России она составляла лишь 0,2 %, а в США — 0,4 %. Средний возраст пациентов - около 60 лет, среди  заболевание не выявлено.

## Клиническая классификация поTNM
В данной категории присутствует принятая в медицине терминология, где Т — описывает опухоль и её размер, N — наличие метастазов и их характер в лимфатических узлах, M — отдалённое метастазирование.
| Т | N                                                    | M                                                  |
| --- | ---------------------------------------------------- | -------------------------------------------------- |
| Tx — невозможность определения опухоли                                                                  | N0 — отсутствие метастазов в региональных лимфоузлах | M0 — отсутствие метастазов в отдалённых лимфоузлах |
| Т0 — первичная опухоль отсутствует                                                                      | N1 — наличие метастазов в паховом узле               | M1 — метастазирование в другие органы человека     |
| Tis — Рак in situ                                                                                       | N2 — метастазы в поверхностных паховых лимфоузлах    |                                                    |
| Tа — неинвазивный рак, невышедший за пределы паховой области                                            | N3 — метастазы в глубоких паховых лимфоузлах         |                                                    |
| T1 — раковая опухоль прорастает в субэпителиальную ткань                                                |                                                      |                                                    |
| T2 — распространение в кавернозное и пещеристое тело                                                    |                                                      |                                                    |
| T3 — развитие опухоли и проникновение злокачественного новообразования в уретру и предстательную железу |                                                      |                                                    |
| T4 — распространение на другие органы                                                                   |                                                      |                                                    |

## Этиология
Чёткие причины данного новообразования неизвестны. Ряд онкологов считает, что причинами возникновения данного заболевания могли быть — ксерозный облитерирующий баланит, лейкоплакия, остроконечные кондиломы и другие. Есть версия, что причиной рака половой железы мог быть вирус папилломы (16 и 18 соответственно), но данная версия сомнительна: «Предполагают, что к появлению опухоли приводит 16-й и 18-й типы вируса папилломы человека, которые обнаруживаются в 60-80 % злокачественных образований полового члена… Однако достоверность данной теории полностью не доказана».

## Клиническая картина и стадии болезни
Данный раздел носит общий, ознакомительный характер, не является критерием к самодиагностике
В онкологии различают три формы рака полового члена: сосочковую, язвенную и узловатую.
- Сосочковая (папиллярная) — опухоль напоминает «цветную капусту», внешне похожа на остроконечную кондилому, но, инфильтруя близлежащие ткани, опухоль выделяет жидкость с примесью крови.
- Язвенная. Появление язвы с резкими границами, плотными краями.
- Узловая. Опухоль в виде уплотнений, которые распадаясь образуют свищи, с гнойно-ихорозным отделяемым.

Как пишут авторы пособия по онкологии: «Наиболее правильно следует считать деление этого вида рака на две формы: экзофитную (папиллярную) и эндофитную (узловатую)». Язвенная форма таковой не является, это просто стадия развития рака.

### Стадии заболевания
- 0 стадия — Tis,Tа;N0MO
- I стадия — T1N0MO
- II стадия — T1-2,NO-1,MO
- III стадия — T1-3,NO-2,MO
- IV стадия — T4,NO-любая,MO-любая

## Прогноз
В виду важности органа для психологического состояния пациента, врачи часто прибегают к органосохраняющему лечению: 1-3-10 летняя выживаемость показала неплохие результаты — 94,8-62,8-92,8 %, против статистики людей, которым была проведена хирургическая операция — 94,9-91,6-87,4.
Стойкое излечение фактически у всех на первой стадии, у 70 % во-второй, несколько ниже на третьей (60 %).
В 2020 году летальность от рака полового члена во всем мире составила 36.62% (13 211 смертей на 36 068 случаев).

## Лечение
Лечение больного сводится к радикальному удалению злокачественного образования (опухоли), но стремление человека сохранить важный орган также принимается в расчёт, так как нередки случаи, когда пациенты просто отказывались от медицинской помощи: «Из-за страха потерять жизненно важный орган больные нередко отказываются от предложенного лечения. В институте имени П. А. Герцена 16 % больных при первичном обращении к врачу отказались от ампутации полового члена».
Существует три вида лечения данной формы рака:
- Хирургический
- Лучевая и химиотерапия
- Комбинационный

При хирургическом вмешательстве проводят также операцию Дюкена — лимфаденэктомию.

### Хирургические операции
Существует ряд видов хирургических операций против злокачественных новообразований полового члена:
- Частичная ампутация — пересечение обоих пещеристых тел, с последующим выставлением катетера в мочеиспускательный канал
- Скальпирование — полное удаление кожи крайней плоти и члена
- Эмаскуляция — полное удаление полового члена с промежностной уретростомией, удаление мошонки и яичек[9]